# Tour de Normandie féminin 2023
La 1re édition du Tour de Normandie féminin est organisée du 17 au 19 mars 2023. Contrairement aux éditions précédentes du Tour de Normandie, celle-ci est pour la première fois réservée aux féminines. La course fait partie du calendrier international féminin UCI en catégorie 2.1.

## Équipes
| UCI Women's WorldTeams (4)- Canyon-SRAM Racing - EF Education-TIBCO-SVB - FDJ-Suez - Human Powered Health Équipes féminines continentales (14)- AG Insurance - Soudal Quick-Step Team - Ceratizit-WNT Pro Cycling - Cofidis - DNA Pro Cycling - Lifeplus Wahoo - Lotto Dstny Ladies - Laboral Kutxa-Fundacion Euskadi - Parkhotel Valkenburg - St Michel-Mavic-Auber93 - Stade rochelais Charente-Maritime - Coop-Hitec Products - Grand Est-Komugi-La Fabrique - UAE Development Team - Zaaf Cycling Team Équipes féminines continentales (2)- Arkéa Pro Cycling Team - MAT Atom Deweloper Wrocław Équipe nationale- Luxembourg Équipe féminine amateur- Baloise-WB Ladies |
| |

## Étapes
| Étape     | Date    | Villes étapes                 | type            | Distance (km) | Vainqueur d'étape | Leader du classement général |
| --------- | ------- | ----------------------------- | --------------- | ------------- | ----------------- | ---------------------------- |
| 1re étape | 17 mars | Argentan – Bagnoles-de-l'Orne | étape vallonnée | 139           | Gladys Verhulst   | Gladys Verhulst              |
| 2e étape  | 18 mars | La Haye – Flamanville         | étape de plaine | 103           | Cédrine Kerbaol   | Cédrine Kerbaol              |
| 3e étape  | 19 mars | Saint-Pierre-en-Auge – Caen   | étape vallonnée | 114           | Shari Bossuyt     | Cédrine Kerbaol              |

## Déroulement de la course

### 1reétape
| \| Classement de l'étape \| Classement de l'étape \| Classement de l'étape \| Classement de l'étape \| Classement de l'étape \| \| Coureuse \| Coureuse \| Pays \| Équipe \| Temps \| \| --------------------- \| --------------------- \| --------------------- \| --------------------- \| --------------------- \| |          |      |        |       |
| |          |      |        |       |
| |          |      |        |       |
| Classement de l'étape |          |      |        |       |
| Coureuse | Coureuse | Pays | Équipe | Temps |

| \| Classement général \| Classement général \| Classement général \| Classement général \| Classement général \| \| Coureuse \| Coureuse \| Pays \| Équipe \| Temps \| \| ------------------ \| ------------------ \| ------------------ \| ------------------ \| ------------------ \| |          |      |        |       |
| |          |      |        |       |
| |          |      |        |       |
| Classement général |          |      |        |       |
| Coureuse | Coureuse | Pays | Équipe | Temps |

### 2eétape
| \| Classement de l'étape \| Classement de l'étape \| Classement de l'étape \| Classement de l'étape \| Classement de l'étape \| \| Coureuse \| Coureuse \| Pays \| Équipe \| Temps \| \| --------------------- \| --------------------- \| --------------------- \| --------------------- \| --------------------- \| |          |      |        |       |
| |          |      |        |       |
| |          |      |        |       |
| Classement de l'étape |          |      |        |       |
| Coureuse | Coureuse | Pays | Équipe | Temps |

| \| Classement général \| Classement général \| Classement général \| Classement général \| Classement général \| \| Coureuse \| Coureuse \| Pays \| Équipe \| Temps \| \| ------------------ \| ------------------ \| ------------------ \| ------------------ \| ------------------ \| |          |      |        |       |
| |          |      |        |       |
| |          |      |        |       |
| Classement général |          |      |        |       |
| Coureuse | Coureuse | Pays | Équipe | Temps |

### 3eétape
| \| Classement de l'étape \| Classement de l'étape \| Classement de l'étape \| Classement de l'étape \| Classement de l'étape \| \| Coureuse \| Coureuse \| Pays \| Équipe \| Temps \| \| --------------------- \| --------------------- \| --------------------- \| --------------------- \| --------------------- \| |          |      |        |       |
| |          |      |        |       |
| |          |      |        |       |
| Classement de l'étape |          |      |        |       |
| Coureuse | Coureuse | Pays | Équipe | Temps |

## Classements finals

### Classement général
| \| Classement général \| Classement général \| Classement général \| Classement général \| Classement général \| \| Coureuse \| Coureuse \| Pays \| Équipe \| Temps \| \| ------------------ \| ------------------ \| ------------------ \| ------------------ \| ------------------ \| |          |      |        |       |
| |          |      |        |       |
| |          |      |        |       |
| Classement général |          |      |        |       |
| Coureuse | Coureuse | Pays | Équipe | Temps |

| Classement par points | Classement par points | Classement par points | Classement par points | Classement par points |
| Coureuse              | Coureuse              | Pays                  | Équipe                | Points                |
| --------------------- | --------------------- | --------------------- | --------------------- | --------------------- |

| Classement par points | Classement par points | Classement par points | Classement par points | Classement par points |
| Coureuse              | Coureuse              | Pays                  | Équipe                | Points                |
| --------------------- | --------------------- | --------------------- | --------------------- | --------------------- |

| Classement de la montagne | Classement de la montagne | Classement de la montagne | Classement de la montagne | Classement de la montagne |
| Coureuse                  | Coureuse                  | Pays                      | Équipe                    | Points                    |
| ------------------------- | ------------------------- | ------------------------- | ------------------------- | ------------------------- |

| Classement de la montagne | Classement de la montagne | Classement de la montagne | Classement de la montagne | Classement de la montagne |
| Coureuse                  | Coureuse                  | Pays                      | Équipe                    | Points                    |
| ------------------------- | ------------------------- | ------------------------- | ------------------------- | ------------------------- |

| Classement du meilleur jeune | Classement du meilleur jeune | Classement du meilleur jeune | Classement du meilleur jeune | Classement du meilleur jeune |
| Coureuse                     | Coureuse                     | Pays                         | Équipe                       | Temps                        |
| ---------------------------- | ---------------------------- | ---------------------------- | ---------------------------- | ---------------------------- |

| Classement du meilleur jeune | Classement du meilleur jeune | Classement du meilleur jeune | Classement du meilleur jeune | Classement du meilleur jeune |
| Coureuse                     | Coureuse                     | Pays                         | Équipe                       | Temps                        |
| ---------------------------- | ---------------------------- | ---------------------------- | ---------------------------- | ---------------------------- |

| Classement par équipes | Classement par équipes | Classement par équipes | Classement par équipes |
| Équipe                 | Équipe                 | Pays                   | Temps                  |
| ---------------------- | ---------------------- | ---------------------- | ---------------------- |

| Classement par équipes | Classement par équipes | Classement par équipes | Classement par équipes |
| Équipe                 | Équipe                 | Pays                   | Temps                  |
| ---------------------- | ---------------------- | ---------------------- | ---------------------- |

## Évolution des classements
| Étape              |                    | Vainqueur _     | Classement général | Classement par points | Meilleure grimpeuse | Meilleure jeune | Meilleure équipe _        |
| ------------------ | ------------------ | --------------- | ------------------ | --------------------- | ------------------- | --------------- | ------------------------- |
| 1re étape          | étape vallonnée    | Gladys Verhulst | Gladys Verhulst    | Gladys Verhulst       | Nina Berton         | Shari Bossuyt   | FDJ-Suez                  |
| 2e étape           | étape de plaine    | Cédrine Kerbaol | Cédrine Kerbaol    | Gladys Verhulst       | Nina Berton         | Cédrine Kerbaol | Ceratizit-WNT Pro Cycling |
| 3e étape           | étape vallonnée    | Shari Bossuyt   | Cédrine Kerbaol    | Gladys Verhulst       | Nina Berton         | Cédrine Kerbaol | Ceratizit-WNT Pro Cycling |
| Classements finals | Classements finals |                 | Cédrine Kerbaol    | Gladys Verhulst       | Nina Berton         | Cédrine Kerbaol | Ceratizit-WNT Pro Cycling |